# Allomengea coreana
Allomengea coreana är en spindelart som först beskrevs av Paik och Takeo Yaginuma 1969.  Allomengea coreana ingår i släktet Allomengea och familjen täckvävarspindlar. Inga underarter finns listade i Catalogue of Life.